# ポポロ門
ポポロ門（イタリア語: Porta del Popolo）は、イタリア ローマのポポロ広場にある、交通の要衝に建てられた象徴的な門。1475年にローマ教皇シクストゥス4世の時代に、それまでこの地にあった古代ローマ時代の城門の跡に建てられた。

## 概要

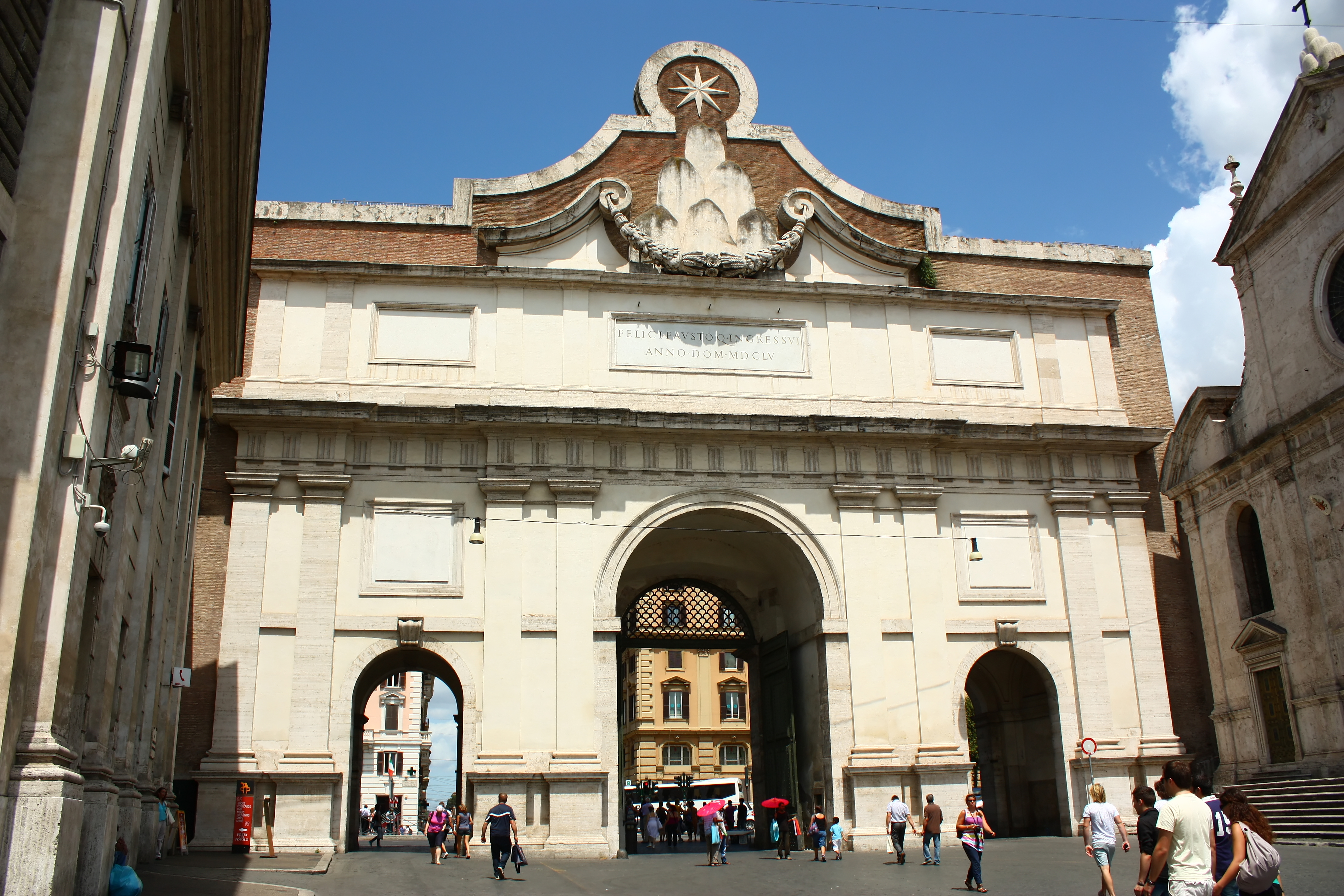
市内側ファサード

古代ローマ時代のこの場所には、フラミニア街道がアウレリアヌス城壁を通過するフラミニア門（ラテン語: Porta Flaminia）が建てられていた。10世紀頃、この門は近隣にあった教会の名に因んでサン・ヴァレンティノ門と呼ばれていたようだ。この門がなぜポポロ門と呼ばれるようになったかは定かではなく、一説では一帯に生えていたポプラの木（ラテン語: populus）に因んでいるというものや、1099年にローマ教皇パスカリス2世により建てられたサンタ・マリア・デル・ポポロ教会（この場合のポポロは人々という意で、教会の建立に協力したローマの人々を表した）が起源であるという説もある。
フラミニア街道は言うに及ばず、ローマ市街から北へ抜ける主要道路が通過するこの地は交通の要衝であり、フラミニア門はアーチ型通路が2つ持つ大きな門であったと推測されている。その後ローマ帝国が崩壊し、ローマ市の人口が激減したため、中世にはアーチ型通路1つの門に縮小されたと考えられている。何世紀もの間、必要最低限の補強程度しか行われてこなかったフラミニア門は、15世紀後半ローマ教皇シクストゥス4世の時代には、河川の堆積物で半分まで埋まり半ば崩壊した形となっていた。4世紀末から5世紀初頭に西ローマ帝国初代皇帝であったホノリウス帝は、河川堆積物の除去が必要だったと認めていたようだが、結局工事は行われず、中世に至るまでどんどん土砂で埋まっていくような状況だったようである。現在、ポポロ門付近の地盤は古代ローマ時代より1.5mほど高い位置まで堆積物で埋まっている状態である。
現在見られるポポロ門は16世紀に建て替えられたもので、交通の要衝にある門としてふさわしい規模のものが新たに造られた。
市外側のファサードはミケランジェロが手掛けたもので、ティトゥスの凱旋門からその着想を得て1562年から1565年に掛けて製作された。正面の4組の円柱は旧サン・ピエトロ大聖堂（英語版）から移設されたもので、大きなアーチ型通路が中央に1つと、その両脇に2つのアーチ型通路がある形状となった。1638年、中央アーチの両側にフランチェスコ・モーキ作の聖ペテロと聖パウロ像が設置された。
中央のアーチ型通路の上に彫られた碑文は次のようなものである。
PIVS IIII PONT(ifex) MAX(imus)
PORTAM IN HANC AMPLI
TVDINEM EXTVLIT
STRAVIT ANNO III
(日本語意訳) ピウス4世 教皇
この門を
嵩上げし
街道の再舗装を
(教皇職)3年目(に行った)
市内側（ポポロ広場側）のファサードはベルニーニが手掛けたもので、1655年12月23日のスウェーデン女王クリスティーナのローマ訪問に合わせて落成された。市内側の中央のアーチ型通路の上に彫られた碑文はこのことを記念したもので、次のようなものである。
FELICI FAVSTOQ(ue) INGRESSVI
ANNO DOM(ini) MDCLV
(日本語意訳) （クリスティーナ女王をローマに）迎え入れることは幸福だ
西暦1655年